# Asociación Cultural Cine-Club Jerez

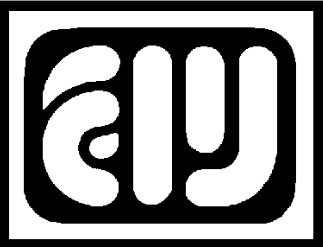

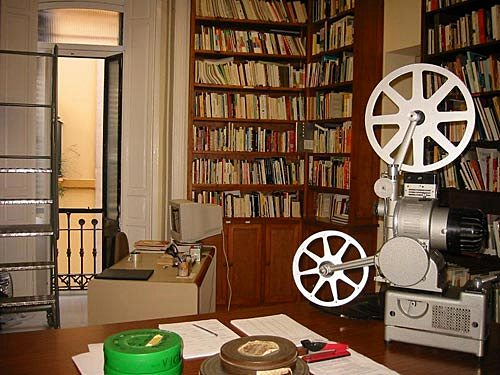

Cine-Club Popular de Jerez es una asociación cultural sin fines de lucro fundada en Jerez de la Frontera en 1976.
En sus 44 años de vida ha llevado a cabo multitud de ciclos de cine-estudio, campañas para escolares, sesiones especiales, Muestras de Cine Internacional, exposiciones, conferencias, presentaciones, estrenos, etc.
En los años 90 alcanzó un número considerable de asociados, siendo considerada una de las entidades de su tipo más importantes de Europa.

## Características
En 1984 creó el Centro de Documentación Audiovisual, que donó posteriormente a la Biblioteca Municipal de Jerez.
Sus fondos constan de unos 3000 libros dedicados al audiovisual, además de carteles de películas, fotocromos, revistas, folletos,programas de mano, press-books, etc. Dicha sección audiovisual es en la actualidad una de las más importante de Andalucía.

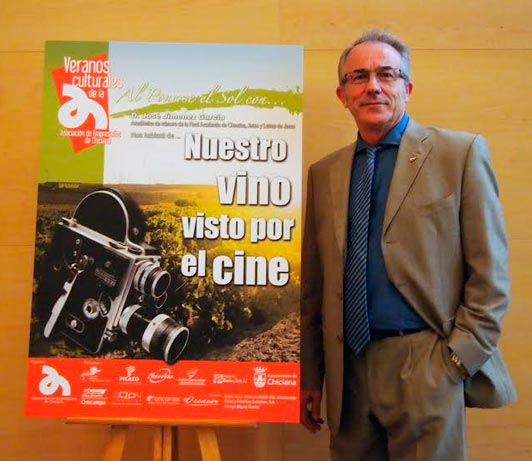

Durante estos años ha dedicado tributo de homenaje a jerezanos vinculados con el séptimo arte, rotulando calles en Jerez con sus nombres: Antonio Pica, Isabelita Ruiz, Alfonso Rojas, Fernando Viola, Enrique Domínguez Rodiño, etc.
Está integrado en la Federación Andaluza de Cine-Clubs, e inscrito en el Registro de Entidades Culturales de la Junta de Andalucía.
Su actual presidente, José Luis Jiménez García, ha realizado los estudios de diplomatura de la Cátedra de Historia y Estética de la Universidad de Valladolid, y durante trece años ejerció como coordinador de la oficina municipal de Jerez Film Commission (1999-2013). 
Investiga  sobre la Historia del cine en Jerez, así como articulista de cine en diversos medios nacionales y locales. 
Acreditado de prensa en los Festivales de cine de Cannes, Berlín, San Sebastián, La Habana, Ámsterdam, Sevilla, Murcia, Málaga, etc...

## Premios
Su labor ha sido reconocida con distinciones como:
- Premio ASECAN a la Mejor Labor de difusión de cine en Andalucía, 1985, y finalista en la misma categoría, en 2000.
- Premio Alternativa a la Mejor Labor Cultural, en 1995.
- Declarada de Utilidad Pública por el Ayuntamiento de Jerez de la Frontera.
- Premio Patrimonio OENOVIDEO, 2008, por la recuperación del documental más antiguo sobre Jerez.